# 阿仑替莫
阿仑替莫（英語： 或 ，开发代号：U-66444B）是一种含氮有机化合物，分子式C
19H
25NO，可作为选择性的多巴胺自體受體激动剂，用作抗精神病药，从未上市销售。